# Game of Thrones: A Telltale Games Series
Game of Thrones: A Telltale Games Series is een episodisch avonturenspel van Telltale Games. Het spel bestaat uit 6 titels  waarvan het eerste verscheen in december 2014. Het spel is gebaseerd op de boekenreeks "Het Lied van IJs en Vuur" van auteur George R. R. Martin en de televisieserie Game of Thrones. Het spel is beschikbar voor Android, iOS, Microsoft Windows, OS X, PlayStation 3, PlayStation 4, Xbox 360 en Xbox One.

## Spelbesturing
Game of Thrones volgt grotendeels het principe van een point-and-click adventure waarbij de speler gesprekken moet aangaan met andere personages. Verder dient hij puzzels op te lossen en objecten te vinden. 
De keuzes die de speler maakt, beïnvloeden het verdere spelverloop, ook in de andere titels. In het spel bestuurt de speler tot vijf personages.
Verder zijn er enkele actiescènes waarbij de speler een aantal handelingen moet uitvoeren binnen een welbepaalde tijd. Indien dit niet lukt, zal het personage sterven en keert men terug naar het begin van de betreffende scène.

## Episodes
Er zijn zes episodes beschikbaar:
- Episode 1: Iron from Ice
- Episode 2: The Lost Lords
- Episode 3: The Sword in the Darkness
- Episode 4: Sons of Winter
- Episode 5: A Nest of Vipers
- Episode 6: The Ice Dragon